# Wancourt
Wancourt är en kommun i departementet Pas-de-Calais i regionen Hauts-de-France i norra Frankrike. Kommunen ligger i kantonen Croisilles som tillhör arrondissementet Arras. År 2022 hade Wancourt 630 invånare.

## Befolkningsutveckling
Antalet invånare i kommunen Wancourt
| Referens: INSEE |